# Volvo 780
 (avril 2014).
Si vous disposez d'ouvrages ou d'articles de référence ou si vous connaissez des sites web de qualité traitant du thème abordé ici, merci de compléter l'article en donnant les références utiles à sa vérifiabilité et en les liant à la section « Notes et références ».
La Volvo 780 Coupe Bertone est une automobile produit par Volvo de 1986 à 1990. Présentée au Salon de Genève en 1985, la 780 a été dessinée par le carrossier Bertone, à la différence de la Volvo 262C, qui fut uniquement produite par Bertone dans son usine de Turin. La 780 a été commercialisée à moins de 10 000 exemplaires à travers le monde (voir "Nombre de véhicules produits" ci-dessous) .

## Création
Volvo possède une longue tradition de coupé comme les P1800 ou les 262C. Cette dernière avait d'ailleurs été fabriqué chez le carrossier italien Bertone. Pour son nouveau grand coupé basé sur la famille 740/760, le nom de Bertone fut immédiatement pensé. Contrairement à la 262C, c'est Bertone qui s'occuperait de la conception et de la fabrication. La carrosserie fut d'ailleurs inédite contrairement au modèle précédent.
Le principal marché de cette auto reste les États-Unis, principaux consommateurs de grands coupés. 

## Historique
Elle fut dévoilée au Salon de Genève 1985. Par rapport à la concurrence, elle proposait un équipement royal comprenant sièges, rétroviseurs et toit ouvrant électrique, climatisation, ABS, ordinateur de bord, hifi haute qualité, coussin gonflable de sécurité (airbag)...
Comme les 740/760, la 780 était une propulsion et recevait le V6 PRV 2,8 litres de 167 ch (qui passera à 143 ch à la suite des nouvelles normes antipollution). Un 6 cylindres diesel 2,4 litres de 129 ch était également disponible. Il faut noter qu'il s'agit alors d'un des premiers grands coupés diesel. Le prix est plutôt élitiste avec une base à 315 900 francs en 1987, autrement dit, le même prix qu'une Mercedes-Benz 300 CE, 30 000 francs de plus qu'une BMW 628 CSI, et 5 000 francs de plus qu'une Jaguar XJS V12. 
En 1988, la 780 reçoit une suspension arrière indépendante.
1990 voit l'arrivée d'un 4 cylindres turbo de 200 ch. Cette année-là est ajoutée comme option le blocage de différentiel. Le modèle quitte discrètement le catalogue la même année. Sur les raisons du relatif échec commercial de la 780, il y a eu d'abord les prix assez élevés (à cause de la fabrication par un carrossier spécialiste) et les lignes un peu trop massives. Nuccio Bertone lui-même définit ironiquement la Volvo 780 "un camion en robe de soirée". 

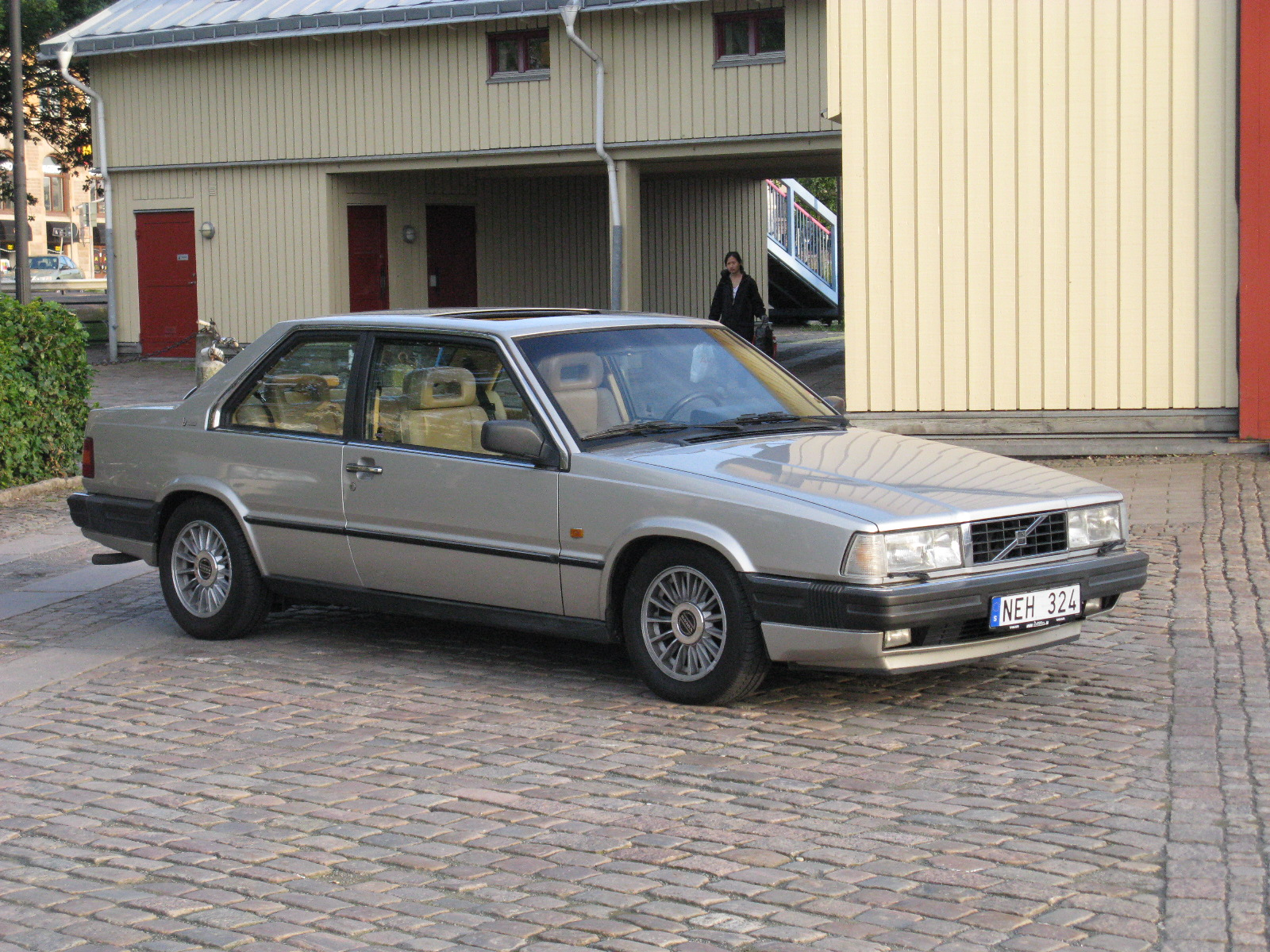
Volvo 780 (1985 - 1990)
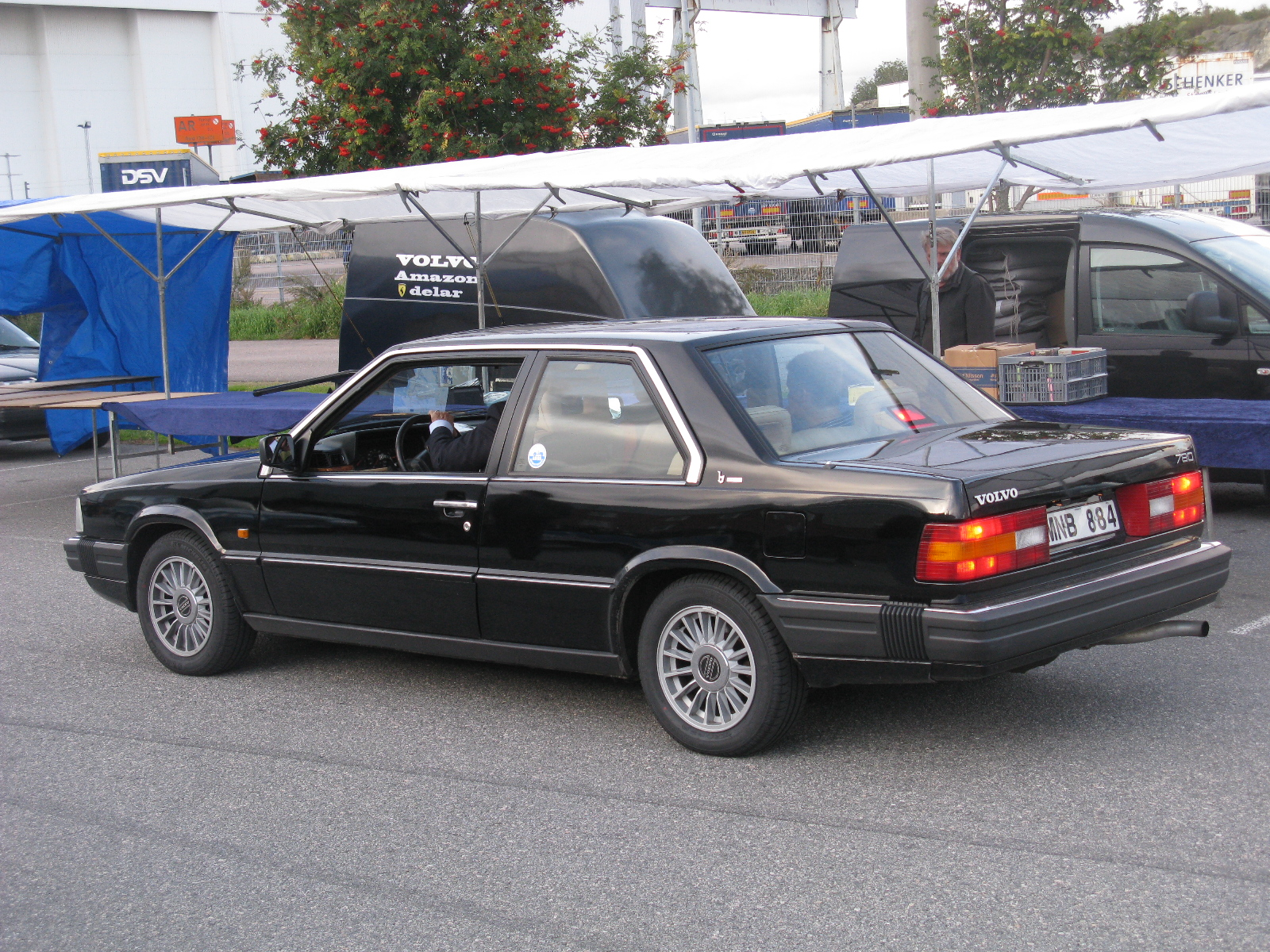
Volvo 780 (1985 - 1990)

4 motorisations essence et une Diesel étaient proposées :
- 2.0 litres turbo (B200ET) (non disponible en France)
- 2.0 litres turbo (B204FT/GT)
- 2.3 litres turbo (B230FT/FT+) (non disponible en France)
- 2.8 litres V6 (B280E/F)
- 2.4 litres turbo-diesel intercooler (D24TIC)

Mentionnée dans le dossier de presse Volvo 780 de 1985, une version V6 Turbo (PRV) n'a jamais été produite. Le dossier annonçait 163 chevaux (à 5400 tr/min), 195 km/h de vitesse maximale et 9.9 secondes pour atteindre 100 km/h.

## Nombre de véhicules produits[2]
Différentes sources se contredisent concernant le nombre d’exemplaires. Volvo indique sur son site Internet Volvocars.com une production de 8518 exemplaires.
| Années de production                     | Nombre de véhicules | Année | Numéros de chassis |
| ---------------------------------------- | ------------------- | ----- | ------------------ |
| De septembre 1985 jusqu'à septembre 1986 | 683                 | 1986  | 1 à 1199           |
| De septembre 1986 jusqu'à septembre 1987 | 2035                | 1987  | 1200 à 3299        |
| De septembre 1987 jusqu'à septembre 1988 | 2234                | 1988  | 3300 à 6499        |
| De septembre 1988 jusqu'à septembre 1989 | 2334                | 1989  | 6500 à 8999        |
| De septembre 1989 jusqu'à septembre 1990 | 1300                | 1990  | 9000 à 11299       |
| De septembre 1990 à ...                  | 400                 | 1991  | 11300 à 11407      |
| Nombre de véhicules au total             | 9086                |       |                    |